# Arrabalde

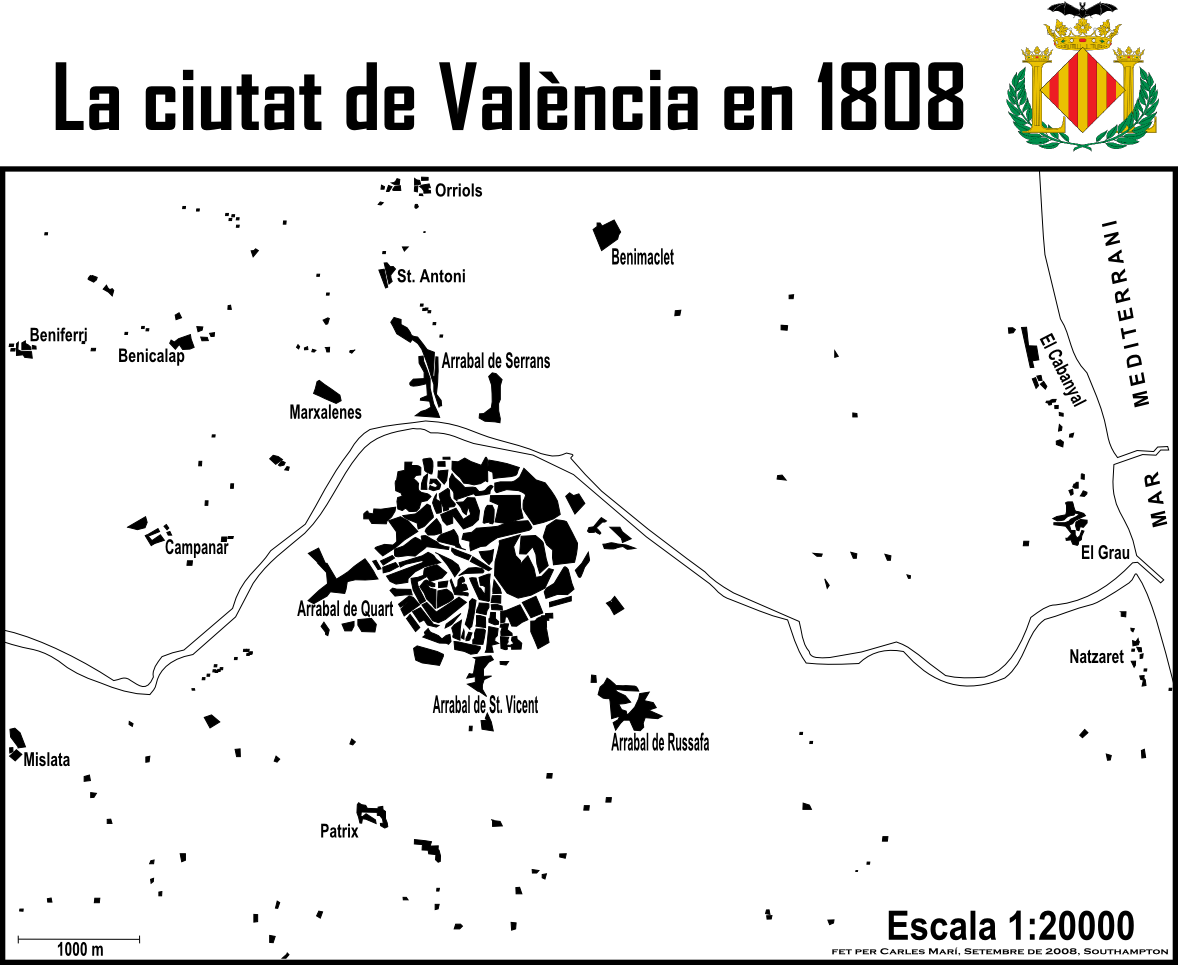
Mapa de Valência de 1808, com vários arrabaldes assinalados

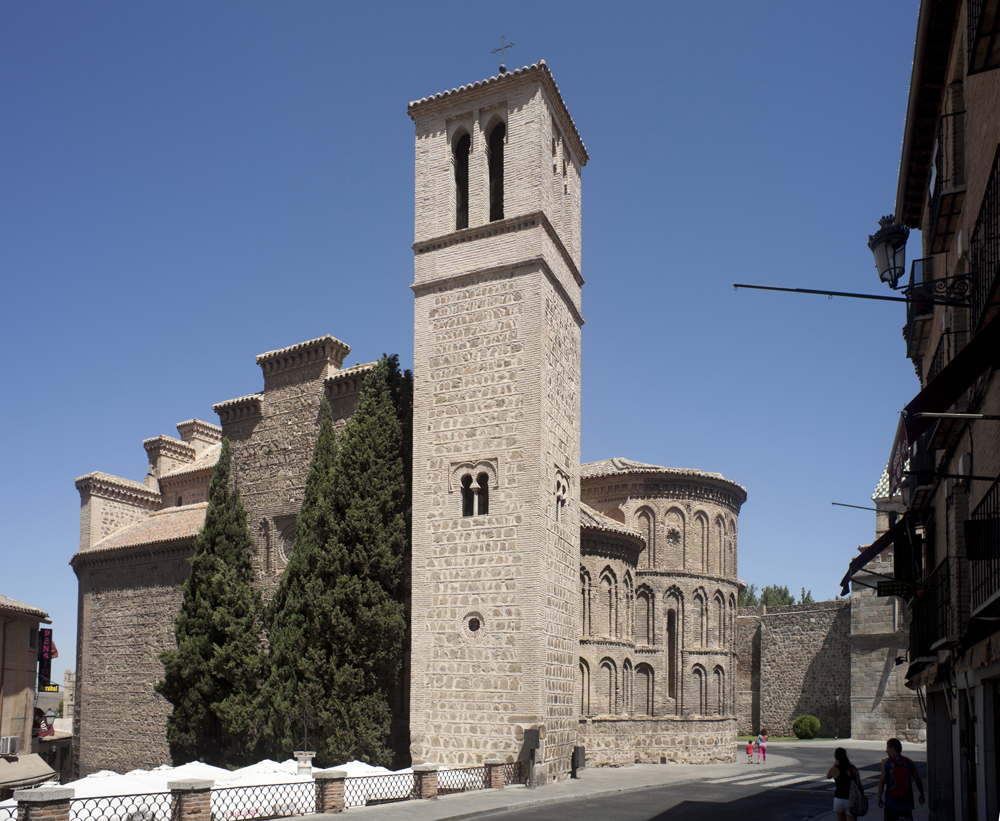
A em Toledo tem este nome porque quando foi construída se situava num arrabalde.

Arrabalde (do árabe hispânico arrabáḍ e do árabe clássico rabaḍ) é, termos genéricos, um subúrbio ou localidade situada perto duma cidade da qual depende, ou seja, uma zona periférica duma cidade. É uma designação frequente aplicada especificamente aos bairros ou simples aglomerações residenciais e comerciais que se desenvolviam fora das muralhas (extramuros) que rodeavam as cidades de vilas europeias), principalmente durante a Idade Média. Também havia arrabaldes junto a mosteiros.
Neste último contexto, os arrabaldes eram zonas em que o controlo municipal eram menos apertado do que intramuros e não estavam sujeitas e aos planos urbanísticos. Eram formações urbanas espontâneas, inicialmente em espaços abertos, que se iam expandindo a partir da portas das muralhas e ao longo dos principais caminhos que saíam das cidades e vilas. Não obstante estarem fora das vilas ou cidades, o sistema jurídico e institucional aplicado nos arrabaldes era o mesmo que o aplicado intramuros, que era diferente do das áreas mais rurais ou mais distantes. Com a construção de novas muralhas para ampliar o perímetro municipal urbano, os arrabaldes passavam a ser bairros da cidade ou vila.